# Segye Ilbo
Die Segye Ilbo (koreanisch 세계일보; Hanja: 世界日報; RR: Segyeilbo; übersetzt von World Daily) ist eine koreanischsprachige Zeitung. Der größte Aktionär ist die Familienföderation für Weltfrieden und Vereinigung. Die religiöse Organisation war die Vereinigungskirche. Manche bezeichnen die Blattlinie als Rechtskonservativ.
Mit Liebe, gutes Leben und mit Patriotismus leben sind die vier Hauptpunkte und die Grundlage für die nationale Vereinigung. Weiters der Nationalstolz und die Verwirklichung einer guten Moral. Das Motto des Unternehmens lautet: „Unser unverfälschtes wahres Selbst und die Realität der Welt, wie sie ist, genau wiederzugeben.“ Es gab zweieinhalb Monate später als das Chosun Ilbo den vertikalen Text in der Zeitung auf. Mit anderen Worten, es war die letzte vertikal schreibende Zeitung unter den Top 10 Tageszeitungen in Korea.

## Geschichte
Von der Familienföderation für Weltfrieden und Vereinigung 1989 gegründete Zeitung. Im Jahr 2019 betrug die Zahl der von der ABC Association zertifizierten bezahlten Exemplare rund 67.000, womit sie Platz 20 unter den Tageszeitungen einnimmt, aber die kleinste unter den zehn größten zentralen Tageszeitungen ist. Ohne das Pflichtabonnement für Anhänger der Familienföderation wird die tatsächliche Zahl der bezahlten Exemplare auf weitaus niedriger geschätzt. Zur Information: An der Sun Moon-Universität, die der Familienföderation für Weltfrieden und Vereinigung angeschlossen ist, liegt in jedem Gebäude die Segye Daily kostenlos auf. Obwohl die Zeitung seit ihrer Gründung ein hohes Defizit verzeichnete, konnte sie nur deshalb weiterarbeiten, weil sie auf eine Finanzquelle der  Familienföderation für Weltfrieden und Vereinigung zurückgreifen konnte.

## Leitung und Eigentümer
| Aktionäre                                      | Anteil  |
| ---------------------------------------------- | ------- |
| Tongil Gruppe Stiftung                         | 41,32 % |
| Hyo Jong Globale Vereinigungs Stiftung         | 22,07 % |
| HJ Magnolia Yongpyong Hotel & Resort Co., Ltd. | 16,91 % |
| Sonstige                                       | 16,91 % |

| Name                  | Zeitraum  |
| --------------------- | --------- |
| Sun Myung Moon        | 1988~2012 |
| Kookjin Moon          | 2012~2014 |
| Generation Son Dae-oh | 2014~2015 |
| Kim Min-ha            | 2015~2017 |

| Name            | Zeitraum  |
| --------------- | --------- |
| Kwak Jeong-hwan | 1988~1991 |
| Korea Sang-guk  | 1991      |
| Park Bo-hee     | 1991~1994 |
| Lee Sang-heon   | 1994~1995 |
| Hwang Hwan-chae | 1995~1997 |
| Lee Sanghoe     | 1997~1999 |
| Byungjun Song   | 1999~2001 |
| Seol Yong-soo   | 2001~2003 |
| Sander          | 2003~2006 |
| Lee Dong-han    | 2006~2008 |
| Jeongro Yoon    | 2008~2010 |
| Yu Jong-gwan    | 2010~2012 |
| Byungsoo Kim    | 2012~2013 |
| Cho Han-gyu     | 2013~2015 |
| Cha Jun-young   | 2015~2018 |
| Jeong Hee-taek  | 2018~     |